# Yueyaquan
Le Yueyaquan (chinois : 月牙泉 ; pinyin : Yuèyá Quán) est un lac chinois en forme de croissant de lune situé sur le territoire de la ville de Dunhuang, dans la province du Gansu.
Le niveau d'eau du lac, situé au milieu d’un désert, a constamment baissé depuis le milieu du XXe siècle. Dans les années 1960, le lac avait une profondeur moyenne comprise entre 4 et 5 mètres et une profondeur maximale de 7,5 mètres ; au début des années 1990, il avait une profondeur moyenne de moins d'un mètre et une profondeur maximale de 1,3 mètre. En 2006, le gouvernement local a décidé d'intervenir et de sauver le lac en le remplissant d'eau.
À côté du lac se trouve une pagode.

## Culture
Dans la saison 2 des Mystérieuses Cités d'Or, l'action est située près de cette oasis dans les épisodes 19 et 20. 